# Ailleux
Ailleux ist eine französische Gemeinde mit 179 Einwohnern (Stand: 1. Januar 2022) im Département Loire in der Region Auvergne-Rhône-Alpes (vor 2016 Rhône-Alpes). Sie gehört zum Arrondissement Montbrison und zum Kanton Boën-sur-Lignon. Die Bewohner werden Ailleutains und Ailleutaines genannt.
Die Gemeinde grenzt im Nordwesten an Vêtre-sur-Anzon mit Saint-Thurin, im Norden an Saint-Martin-la-Sauveté, im Osten an Cezay, im Süden an Saint-Sixte und im Südwesten an Solore-en-Forez.

## Bevölkerungsentwicklung
| Jahr                       | 1962 | 1968 | 1975 | 1982 | 1990 | 1999 | 2008 | 2017 |
| -------------------------- | ---- | ---- | ---- | ---- | ---- | ---- | ---- | ---- |
| Einwohner                  | 217  | 185  | 128  | 120  | 134  | 143  | 151  | 164  |
| Quellen: Cassini und INSEE |      |      |      |      |      |      |      |      |

## Sehenswürdigkeiten
- Gotische Pfarrkirche Saint-Pierre aus dem 16. Jahrhundert

## Weblinks

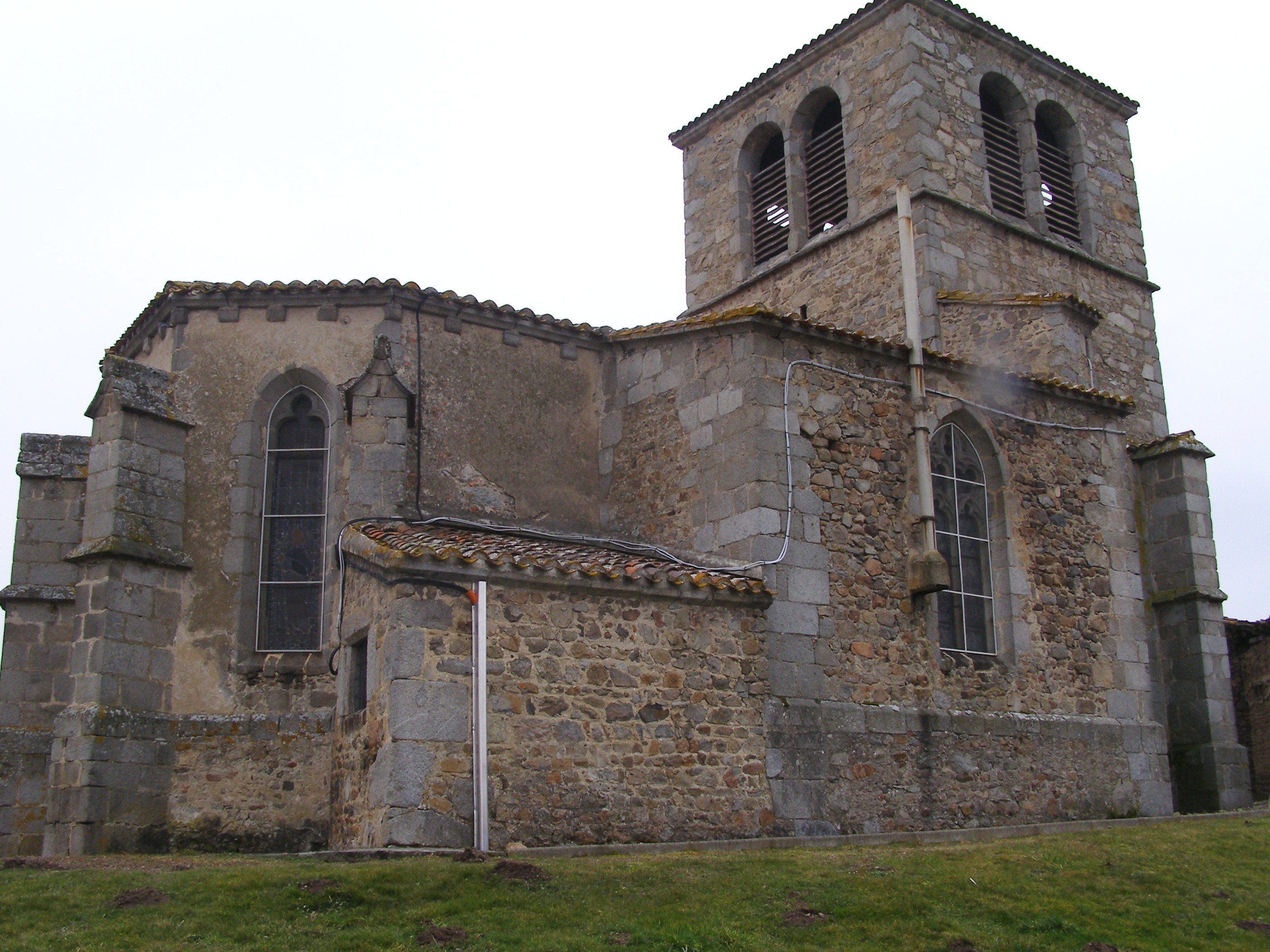
Pfarrkirche Saint-Pierre